# SURAF
SURAF er et princip man følger ved bekæmpelse af bygningsbrande for at identificere sikre tegn på sammenstyrtning.
I punktform står SURAF for:
- Stærk bortbrænding af træværk
- Udvidelse af ståldele
- Revner i mure
- Afskalning af dæklag på jernbeton
- Forskydning af jernbetonelementer

Ved bekæmpelse af brande i bygninger er det nødvendigt til stadighed at holde sig bygningens tilstand for øje. Kendskabet til materialernes egenskaber samt til brandens varighed er her af afgørende betydning, men samtidig bør man man ved jævnlig betragtning af bygningsdelene konstatere, om der er tegn på sammenstyrtningsfarer til stede.